# Inundaciones de Texas de 2025
En julio de 2025, ocurrieron inundaciones destructivas y mortales en la región de Texas Hill Country, particularmente en el condado de Kerr, en el estado de Texas, EE. UU. Durante las inundaciones, los niveles del agua a lo largo del río Guadalupe aumentaron rápidamente. Como resultado, se han Reportado al menos 135 muertes, de las cuales al menos 106 ocurrieron en el condado de Kerr, y se ha informado de unas 170 personas desaparecidas. Un vórtice convectivo de mesoescala, con humedad tropical aumentada por los remanentes de la breve tormenta tropical Barry, provocó las inundaciones.
Las inundaciones comenzaron la mañana del 4 de julio, después de que se acumularan lluvias significativas en el centro de Texas. Ese mismo día se emitieron seis alertas de emergencia por inundaciones repentinas, que incluían las ciudades de Kerrville y Mason. El río Guadalupe creció unos 7.9 m (26 pies) en 45 minutos. El nivel del agua subió aproximadamente 8.8 m (29 pies) en la zona de Hunt, donde más de 20 niños fueron declarados desaparecidos de un campamento de verano. El 5 de julio se emitieron más alertas de inundaciones repentinas para la zona del lago Travis, que forma parte de la cuenca del río Colorado. En un lapso de pocas horas, cayó sobre la región de Texas Hill Country el equivalente a cuatro meses de lluvia, y el total de precipitaciones más alto fue de 516 mm (20.33 pulgadas). Esta inundación fue el evento de inundación tierra adentro más mortífero en Estados Unidos desde la inundación del río Big Thompson en 1976, y superó las inundaciones del huracán Helene en 2024.
Unos días después de las inundaciones iniciales, el 12 de julio, el Centro de Predicción Meteorológica (WPC, por sus siglas en inglés) declaró un riesgo moderado para la misma zona del centro de Texas, con potencial de inundaciones repentinas de significativas a graves. Durante la noche del 12 de julio y la madrugada del día siguiente, se emitieron varias alertas de inundaciones repentinas para la región de Texas Hill Country, incluyendo una emergencia por inundación repentina para el condado de San Saba. El renovado potencial de inundaciones más significativas a lo largo del río Guadalupe provocó que los funcionarios del condado de Kerr suspendieran temporalmente todas las operaciones de búsqueda en el río durante ese día. Se llevaron a cabo varios rescates en aguas rápidas a lo largo del río Lampasas, cerca de Kempner y en otros condados, a medida que el río crecía más de 9.1 m (30 pies), lo que provocó la evacuación de un parque de casas rodantes y la destrucción de un sistema de ferry de los boy scouts.
Tras el desastre, el gobernador de Texas, Greg Abbott, firmó una declaración de desastre para varios condados del centro de Texas, y el presidente de Estados Unidos, Donald Trump, firmó una declaración de desastre federal para el condado de Kerr. Más de 2 000 voluntarios llegaron al condado para ayudar en las labores de búsqueda y rescate. Varios equipos de bomberos estatales y voluntarios, así como de búsqueda y rescate, incluyendo un equipo de México, rastrearon el río Guadalupe. Se rescató a más de 850 personas de las inundaciones; un nadador de rescate de la Guardia Costera de EE. UU. salvó a 165 personas, en su mayoría niñas, cediendo su lugar en el helicóptero. La preparación y la respuesta a las inundaciones por parte de los funcionarios del condado de Kerr han sido objeto de escrutinio. El condado carecía de un sistema independiente de alerta de inundaciones, aunque un exalguacil había abogado por un sistema de este tipo nueve años antes y el comisionado del condado de la época señaló que su área tenía el mayor riesgo. La falta de seguimiento se atribuyó a su alto costo y a la falta de apoyo de los residentes locales. Aunque se notificó a los funcionarios cuando comenzaron las inundaciones el 4 de julio, pasaron varias horas adicionales antes de que se enviaran los mensajes de alerta del condado. Un informe reveló que varios edificios en Camp Mystic fueron eliminados del mapa de inundaciones de 100 años de la Agencia Federal para el Manejo de Emergencias (FEMA) entre 2011 y 2020, tras apelaciones de los reguladores federales, lo que relajó la supervisión mientras el campamento prosperaba y se expandía en la peligrosa llanura inundable años antes de las mortales inundaciones.

## Historia meteorológica
A última hora del 3 de julio, la circulación remanente de nivel medio de la tormenta tropical del Atlántico Barry quedó inserta en una vaguada más amplia de nivel medio que contenía humedad remanente del Pacífico oriental tropical.  Las tormentas eléctricas y las fuertes lluvias de este sistema causaron inundaciones mortales en el centro de Texas el 7 de julio. 4–5, especialmente a lo largo del río Guadalupe.

## Efectos
Las inundaciones continuaron hasta el sábado 5 de julio con dos emergencias más por inundaciones repentinas emitidas para áreas alrededor del lago Travis al norte de Austin. Posteriormente, se emitió una tercera emergencia por inundación repentina para el condado de Comal, señalando que «la policía local informó sobre inundaciones del río Guadalupe». 20,33 pulgadas (516,4 mm) de lluvia cayeron al noroeste de Streeter.

## Damnificados

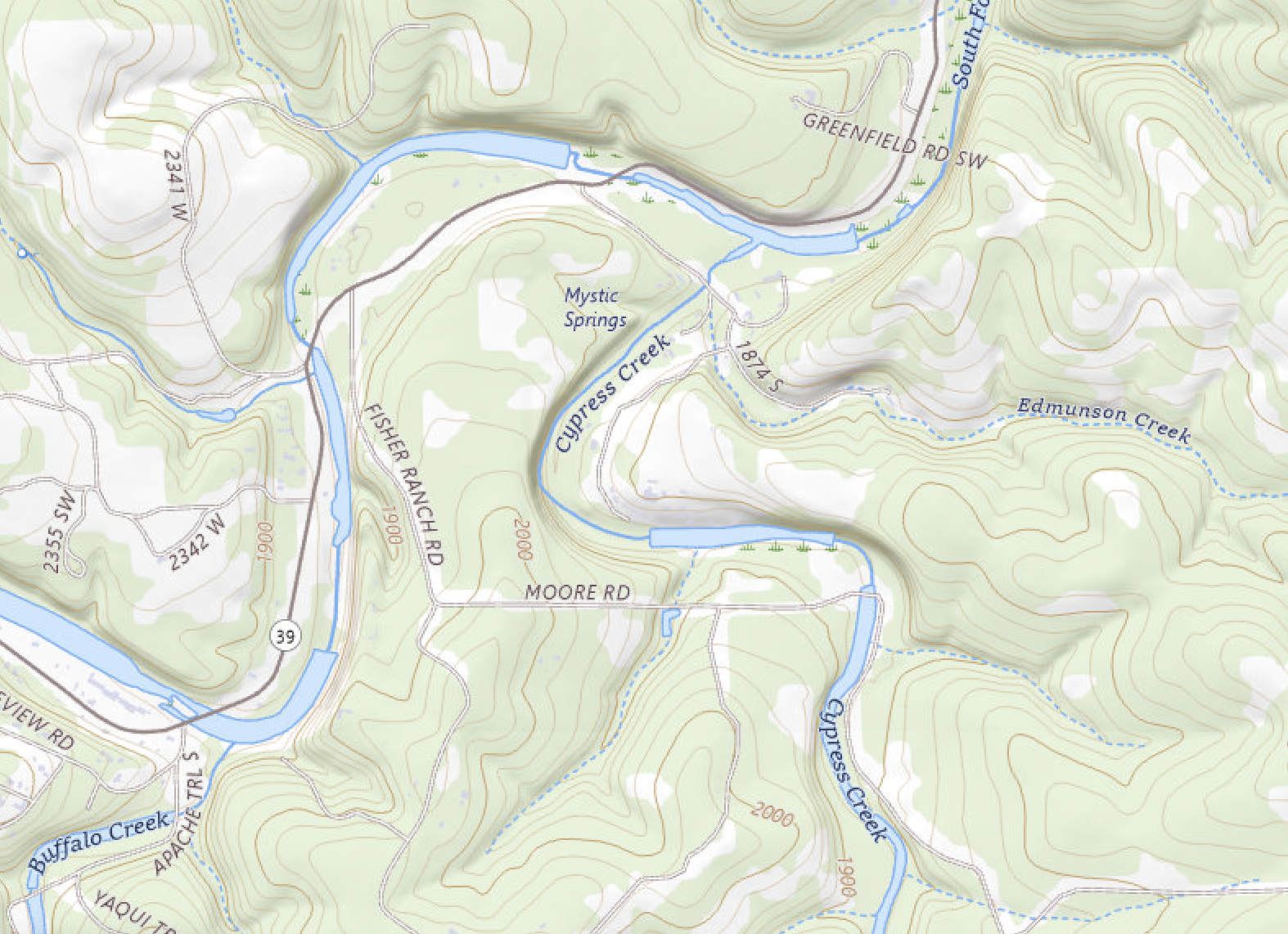
Camp Mystic está ubicado cerca de la confluencia de Cypress Creek y el río Guadalupe.

Hasta el 6 de julio, se confirmó la muerte de 70 personas en las inundaciones, incluidos 18 adultos y 15 niños. Se confirmaron al menos 43 muertes en el condado de Kerr, cuatro en el condado de Travis, tres en el condado de Burnet y al menos una en el vecino condado de Kendall, Texas. Dos de las muertes ocurrieron en Camp Mystic en el área de Hunt; entre 23 y 25 niñas fueron declaradas desaparecidas de un campamento de verano. Hasta el 5 de julio, no se había localizado a ninguno de los campistas desaparecidos.

## Ayuda
La cadena de supermercados H-E-B desplegó sus cocinas móviles y camiones de socorro, comprometiéndose a donar 5 millones de dólares para ayudar y recuperarse. All Hands and Hearts se asoció con Airbnb para apoyar a los socorristas, equipos de búsqueda y rescate y familias que sobrevivieron a las inundaciones. Airbnb proporcionó alojamiento temporal de emergencia para los socorristas, personas que buscaban a sus seres queridos desaparecidos y que querían permanecer cerca de los esfuerzos de búsqueda y rescate, y residentes con casas muy dañadas o destruidas, trabajando con organizaciones locales sin fines de lucro para identificar a los más necesitados. En respuesta a las inundaciones, el equipo World Central Kitchen Relief se movilizó en el centro de Texas para apoyar a las comunidades afectadas por las inundaciones proporcionando alimentos y agua a cualquier persona necesitada, incluidos los socorristas. 
En la calle Water de Kerrville, se erigió un gran monumento improvisado sobre una valla metálica que separa el río Guadalupe del centro de Kerrville. El monumento estaba repleto de fotografías de las víctimas, flores y carteles. La noche del 11 de julio, 300 personas acudieron al monumento para una vigilia con oradores, líderes religiosos y sobrevivientes que relataron sus historias.Los equipos de baloncesto Houston Rockets, Dallas Mavericks y San Antonio Spurs se unieron para apoyar las labores de socorro tras las inundaciones. Los equipos confeccionaron camisetas con el lema "Texas Strong" para recaudar fondos para las víctimas afectadas. Signarama, una pequeña empresa con sede en Boerne, Texas, fabricó varios carteles con el lema "Hill Country Strong". La empresa y la familia donaron cada cartel y enviaron las ganancias a la Fundación Comunitaria de Kerrville. En total, la Fundación Comunitaria recaudó 30 millones de dólares en ayuda para las inundaciones.